# BioShock 2
BioShock 2 ist ein Ego-Shooter, der von 2K Games im Jahr 2010 für PlayStation 3, Windows und Xbox 360, 2012 für Mac OS X und 2020 für Nintendo Switch veröffentlicht wurde. Die Entwicklung des Titels übernahm 2K Marin, das neugegründete Studio zahlreicher Bioshock-Entwickler in Novato. Wie bei seinem Vorgänger handelt es sich auch bei Bioshock 2 um einen Ego-Shooter mit Elementen aus Survival Horror und Rollenspielen.

## Handlung
Die Handlung spielt im Jahr 1968 und damit acht Jahre nach dem Ende von BioShock. Rapture wird nun von Sofia Lamb geleitet, die von der Idee besessen ist, den menschlichen Egoismus abzuschaffen. Der Spieler übernimmt die Rolle des ersten funktionstüchtigen Prototypen eines Big Daddys namens Delta, der sich den fortwährenden Aggressionen Lambs ausgeliefert sieht. Er ist auf der Suche nach Eleanor, Lambs Tochter und seiner einstigen Little Sister. Sofia hatte sie ihm noch vor Ausbruch des Bürgerkriegs in Rapture entwendet und ihn zum Selbstmord gezwungen. Jahre später gelingt es der inzwischen erwachsenen Eleanor jedoch, Delta ins Leben zurückzuholen. Durch die einprogrammierte, starke Bindung eines Big Daddys an seine Little Sister muss Delta den Kampf gegen Lamb aufnehmen und Eleanor befreien, um am Leben zu bleiben.
Im Verlauf des Spieles stellt sich Lambs Gesellschaftsidee als extremer Gegenentwurf zu Ryans Konzept der größtmöglichen individuellen Freiheit heraus. Mit dieser Position geriet sie bereits vor der Zerstörung Raptures mit Ryan in Konflikt, der sie und ihre Ideologie mit allen Mitteln bekämpfte. Diese Auseinandersetzung führte letztlich zum Zerfall der Ordnung und damit zum Bürgerkrieg. Trotz der verschiedenen Ausgangspositionen unterscheiden sich Lamb und Ryan in ihrer Vorgehensweise und Skrupellosigkeit nur wenig voneinander. Lamb will aus Eleanor genauso eine unterwürfige Utopistin zur Durchsetzung ihrer Vision machen, wie es Ryan für seinen Sohn Jack (den Protagonisten des ersten Teils) vorgesehen hatte. Genauso wie Ryan kann sie jedoch nicht verhindern, dass sich Eleanor letztlich gegen sie wendet. Als einzige Vertrauens- und Bezugsperson bleibt Eleanor ihr ehemaliger Big Daddy Delta, den sie daher wiederbelebt und bittet, sie aus Lambs Gefangenschaft zu befreien.
Je nachdem, wie sich der Spieler im Laufe des Spieles verhält – d. h. ob er aggressiv ist oder mitfühlend, ob er bestimmte Charaktere tötet oder verschont – verändert sich das Ende des Spieles.

## Spielkonzepte und Technik
Auf der Suche nach Eleanor durchquert der Spieler erneut die verschiedenen Bereiche Raptures, wobei er in jedem Sektor erst verschiedene Aufgaben erledigen muss, um über einen Torwächter die Passage zum nächsten Sektor zu öffnen.
Auch unter Lamb spielt die genverändernde Droge Adam eine wichtige Rolle. Daher sind im zweiten Teil erneut Little Sisters mit dem Sammeln der Droge beschäftigt, ständig bedroht durch die wahnsinnig gewordenen Bewohner Raptures, die Splicer. Wie im vorherigen Teil stellen die genetisch modifizierten Tiefseebewohner den häufigsten Gegnertyp dar. Eine neue Variante ist der sogenannte Brute Splicer, ein gorillaartiger Nahkämpfer. Neu hinzugekommen sind auch die sogenannten Big Sisters. Im Gegensatz zu den Big Daddys sind sie sehr flink und agil. Bei ihnen handelt es sich um die erwachsen gewordenen Little Sisters des Vorgängers, die nun mit Plasmiden und starker Panzerung ausgestattet den stärksten wiederkehrenden Gegnertypen ausmachen.
Neu ist die Möglichkeit für den Spieler, ein Plasmid und eine Waffe gleichzeitig im Kampf einsetzen zu können. Als Big Daddy kann der Spieler zudem nach Ausschalten eines anderen Big Daddys dessen Little Sister wahlweise adoptieren. Diese sammelt dann für ihn das Adam gefallener Splicer, muss jedoch für diesen Zeitraum gegen anstürmende Splicer verteidigt werden. Über die Little Sisters erhält der Spieler Adam, mit dem er die Fähigkeiten seiner Figur verbessern kann. Gegen Ende des Spiels schlüpft der Spieler außerdem selbst für kurze Zeit in die Rolle einer Little Sister.
Parallel dazu bietet der Mehrspieler-Modus eine Prequel-Erfahrung, in der man sich als Plasmid-Testobjekt von Sinclair Solutions durch das am Anfang eines Bürgerkrieges stehende Rapture kämpft. Man spielt in den Mehrspielergefechten entweder auf der Seite Ryans oder Atlas', was jedoch keine Auswirkungen auf die Kämpfe oder die Entwicklung seines Charakters hat, da der Spieler beim Beitreten eines Gefechts zufällig einer der beiden Seiten zugewiesen wird.

## Erweiterungen
Es erschienen mehrere Download-Erweiterungen für BioShock 2:
- Sinclair Solutions Testmuster
- Rapture Metro Map Pack
- Kill sie auf die nette Art
- Zigo & Blanche
- Die Protektor-Prüfungen
- Minerva's Den

## Soundtrack
1. "The Boogie Man", Todd Rollins, 3:03
2. "(How Much Is) That Doggie In the Window", Patti Page, 2:38
3. "20th Century Blues (Live)", Noël Coward, 3:34
4. "Nightmare", Artie Shaw & His New Music, 2:49
5. "Daddy, Won't You Please Come Home?", Annette Hanshaw, 2:58
6. "Praise the Lord and Pass the Ammunition", Kay Kyser and His Orchestra, 2:32
7. "Dawn of the New Day (Song of the World's Fair)", Horace Heidt & His Musical Knights, 2:30
8. "Night and Day", Billie Holiday and Her Orchestra, 2:58
9. "My Heart Belongs to Daddy", Eddy Duchin & His Orchestra, featuring Mary Martin, 2:54
10. "Chasing Shadows", Django Reinhardt, Stéphane Grappelli & Quintette du Hot Club de France, 2:57
11. "Jitterbug Waltz", Fats Waller and his Rhythm, 3:20
12. "I Cover the Waterfront", Connie Boswell, 2:57
13. "Mental Strain At Dawn", Jack Purvis, 2:46
14. "Bei Mir Bist Du Schön", Benny Goodman and His Orchestra;Martha Tilton, 2:32
15. "The Trouble With Me Is You", Red McKenzie, 2:32
16. "The Skeleton In The Closet", Putney Dandridge, 2:33
17. "We Saw The Sea", Fred Astaire, 2:19
18. "La Mer (Beyond The Sea)", Django Reinhardt, Stéphane Grappelli, 4:16
19. "Nobody Knows You When You’re Down and Out", Bessie Smith, 3:00

## Rezeption
BioShock 2 erhielt überwiegende positive Bewertungen.
Petra Schmitz von der GameStar nannte das Spiel eine „gute Shooter-Fortsetzung ohne große Neuerungen“. Im Test der PC Games Hardware wurde die veraltete Grafik bei zugleich guter Atmosphäre hervorgehoben.

„Arg innovationsarmer Aufguss des Vorgängers, immerhin ohne schwerwiegende Mängel und daher trotzdem empfehlenswert.“

Auch das Onlinemagazin 4Players kritisierte den Mangel an Neuerungen. Zudem wurde der schwache Einstieg als negativer Punkt genannt, während visuell beeindruckende Kulissen und eine stimmungsvolle Geschichte als die Stärken des Spiels hervorgehoben wurden.

## Fortsetzung
- BioShock Infinite ist am 26. März 2013 erschienen. Infinite orientiert sich spielerisch an den Vorgängern, spielt aber nicht unter Wasser, sondern in einer Stadt in den Wolken im Jahr 1912. Ein bürgerkriegsähnlicher Konflikt in dieser, Columbia genannten, Stadt liefert die Hintergrundgeschichte des Spiels. Wie der erste Teil wurde auch Infinite von Irrational Games entwickelt. Der Ego-Shooter ist für die PlayStation 3, Xbox 360, Windows, OS X und Linux erhältlich. Bereits vor der Veröffentlichung konnte Bioshock Infinite zahlreiche Preise gewinnen[8] und erhielt im ersten Test von IGN eine Wertung von 94 % (Konsole) bzw. 95 % (PC).[9]
- BioShock: The Collection ist international am 16. September 2016 für den PC, die PlayStation 4 und Xbox One und am 29. Mai 2020 für Nintendo Switch erschienen. Neben allen drei Teilen umfasst die Sammlung außerdem alle Einzelspieler-DLCs und eine Videoreihe namens „Director’s Commentary: Imagining BioShock“.[10]